# 251
251 (CCLI) var ett normalår som började en onsdag i den julianska kalendern.

## Händelser

### Mars
- 6, 11 eller 13 mars – Sedan påven Fabianus har avlidit året innan väljs Cornelius till påve.

### Juli
- 1 juli – Goterna besegrar romarna i slaget vid Abrittus, varvid kejsarna Decius och Herennius Etruscus dödas.

### Okänt datum
- I Rom efterträds Decius av Hostilianus, medan Trebonianus Gallus utropas till kejsare av trupperna. Gallus accepterar Hostilianus som medkejsare, men denne dör snart, då pesten utbryter i staden.
- En femton år lång pestepidemi utbryter i Romarriket.
- Gallus undertecknar ett avtal med goterna.
- Den sasanidiske kungen Shapur I intervenerar i Armenien (251–254).

## Födda
- Antonios Eremiten, kristet helgon

## Avlidna
- 1 juli
  - Decius, romersk kejsare sedan 249 (dödad efter slaget vid Abrittus)
  - Herennius Etruscus, romersk medkejsare sedan början av detta år (stupad i slaget vid Abrittus)
- Hösten – Hostilianus, romersk kejsare sedan juli detta år (död i pesten)
- S:ta Agata, kristen martyr och helgon
- Origenes, romersk författare (möjligen död detta år)
- Sima Yi, strateg i det kinesiska kungariket Wei och rival till Zhuge Liang